# فرودگاه صحرایی اسلر
فرودگاه صحرایی اسلر (به انگلیسی: Esler Airfield) (به زبان بومی: Esler Regional Airport) یک فرودگاه همگانی و نظامی بهره‌برداری هوایی با کد یاتا ESF است که یک باند فرود آسفالت دارد و طول باند آن ۱۸۲۸ متر است. این فرودگاه در کشور ایالات متحده آمریکا قرار دارد و در ارتفاع ۳۴ متری از سطح دریا واقع شده است.